# 코미디빅리그의 종영된 코너
아래는 코미디빅리그에서 종영된 코너들이다.

## ㄱ
- 가벼운 사랑 (출연 : 김두영, 김명선, 조영빈, 허미진) (2017.07.02. ~ 2017.09.17.)
- 가시방석 (출연 : 유상무, 장동민, 김여운, 김같이) (2013.07.20. ~ 2013.07.20.)
- 가즈아 (출연 : 양세찬, 예재형, 정보현, 최성민, 허안나, 이은지, 김다온) (2018.01.14. ~ 2018.01.28.)
- 가족 오락가락관 (출연 : 양세찬, 이용진, 이진호, 최성민, 양세형, 이은형, 장도연) (2018.10.07. ~ 2019.12.22.)
- 가짜 개그맨 (출연 : 이용진, 이진호, 문세윤, 황제성, 김두영, 이정수) (2020.10.04. ~ 2020.10.18.)
- 감시자들 (출연 : 김경진, 이명백, 최군, 박상현, 이재형) (2014.01.12. ~ 2014.01.12.)
- 갑과 을 (출연 : 박광수, 문규박, 이은지, 김명선, 손민수) (2014.10.19. ~ 2015.09.20.)
- 갑분싸 (출연 : 장도연, 허안나, 이은형, 김완배, 최우선, 설명근, 박민성, 정호철) (2018.10.07. ~ 2019.06.23.)
- 강남 인생 (출연 : 문규박, 오지헌, 정종철, 홍경준) (2011.12.24. ~ 2011.12.24.)
- 관객모욕 (출연 : 문규박, 예재형, 이상준) (2011.09.17. ~ 2011.11.19.)
- 개그가 아니야 (출연 : 박충수, 최성민, 박규선) (2012.09.29. ~ 2012.12.08.)
- 개그 아이돌 (출연 : 전재민, 이창한, 강주원, 김태길, 다나카 료, 윤형빈) (2018.07.08. ~ 2018.09.23.)
- 개국공신 (출연 : 김여운, 김용명, 양배차, 박민성) (2016.04.03. ~ 2016.06.19.)
- 개깐죽 (출연 : 박규선, 최성민) (2012.05.19. ~ 2012.08.18.)
- 개니세프 (출연 : 김완기, 서성금, 전환규) (2012.06.30. ~ 2012.07.07.)
- 개소리 하고있네 (출연 : 김인석, 김재우, 박휘순, 이재훈, 홍경준) (2012.05.12. ~ 2012.08.18.)
- 개인주의(2015년 1쿼터) (출연 : 정현수, 현병수, 조우용, 이세영, 안가연, 김필수) (2015.01.04. ~ 2015.01.25.)
- 개인주의(2015년 4쿼터) (출연 : 장동민, 박광수, 정현수, 김여운, 이병호, 이국주, 김재우) (2015.01.04. ~ 2015.12.20.)
- 개통령 (출연 : 김민호, 임건희) (2018.01.07. ~ 2018.02.18.)
- 거꾸로 대소동 (출연 : 한현민, 이재형, 정진욱, 박소영, 김철민, 정호철) (2020.10.04. ~ 2020.10.25.)
- 걸그룹의 비밀 (출연 : 문규박, 박나래, 장도연, 이국주) (2012.06.16. ~ 2012.06.23.)
- 검은 사제들 (출연 : 양기웅, 하준수, 박민성) (2016.01.17. ~ 2016.03.20.)
- 경찰서 여인들 (출연 : 안영미, 강유미, 김미려, 박충수) (2012.09.29. ~ 2013.08.17.)
- 고백 (출연 : 최우선, 박소영) (2020.10.04. ~ 2020.10.11.)
- 공개 구혼 (출연 : 박준형, 야미, 윤성한, 이춘복, 조상아, 김경진) (2013.09.29. ~ 2013.11.24.)
- 공개수배 (출연 : 양세형, 김여운, 박규선, 김용명 외) (2017.01.01. ~ 2017.03.19.)
- 공부 쫌 하자 (출연 : 윤성호, 최국, 홍가람) (2012.01.21. ~ 2012.01.21.)
- 그것이 알고 싶다 (출연 : 김형인, 윤택, 이수한, 조우용) (2011.09.24. ~ 2011.10.01.)
- 그들만의 리그 (출연 : 조현민, 김두영, 오인택, 이은형, 홍현희, 이은지, 김건, 박민성, 김주영) (2018.04.08. ~ 2018.04.08.)
- 그린 나이트 (출연 : 이용진, 예재형, 이은지, 김다온, 장도연, 양기웅, 박민성, 박나래) (2016.10.02. ~ 2017.09.17.)
- 극한직장 (출연 : 김두영, 문세윤, 조현민, 한윤서, 김완배) (2019.04.07. ~ 2019.05.19.)
- 구한말 코미디 (출연 : 장동민, 유상무, 김주호, 김같이) (2015.01.04. ~ 2015.03.22.)
- 국제시장 7080 (출연 : 정현수, 김필수, 조우용, 양기웅, 윤미숙, 양배차, 박충수) (2015.02.22. ~ 2015.05.17.)
- 국주의 거짓말 (출연 : 이국주, 김철민, 설명근, 이은지) (2019.01.06. ~ 2020.03.22.)
- 기막힌 서커스 (출연 : 유세윤, 유상무, 장동민) (2011.09.17. ~ 2011.11.19.) (2013.02.09. ~ 2013.02.09.)
- 기분 나빠 (출연 : 이상준, 김철민, 하준수, 안가연, 이은지) (2018.09.09. ~ 2018.12.23.)
- 게임특목고 (출연 : 홍동명, 양세형, 이상준, 김기욱) (2014.08.31. ~ 2014.10.05.)
- 게임 폐인 (출연 : 박규선, 양세형, 이용진) (2011.12.24. ~ 2012.03.31.)
- 겟 잇 빈티 (출연 : 강재준, 박나래, 한윤서, 이은형, 장도연, 최서인) (2013.09.29. ~ 2013.11.10.)
- 까똑친구들 (출연 : 유세윤, 김기욱, 이상준, 장동민, 조세호, 양세찬, 한현민, 김여운, 장도연, 이세영) (2013.12.22. ~ 2014.03.23.)
- 깔끔기획 (출연 : 현병수, 조세호, 최국, 김인석) (2014.02.02. ~ 2014.07.06.)
- 깝스 (출연 : 황제성, 김두영, 하준수, 양기웅, 김일권, 박나래) (2015.02.01. ~ 2016.06.19.)
- 깽스맨 (출연 : 강완서, 문세윤, 최성민, 오인택, 양세형, 이진호, 김병욱, 나상규, 이병호) (2015.04.12. ~ 2015.12.20.)
- 꼴라보레이션 (출연 : 고장환, 김경욱, 김태환) (2012.05.12. ~ 2012.06.03.)

## ㄴ
- 나가요 변선생 (출연 : 김형인, 변기수, 오지헌, 유상엽) (2012.06.09. ~ 2012.06.09.)
- 나는 여배우다 (출연 : 김미려, 안영미, 정주리) (2011.09.17. ~ 2011.10.01.)
- 나라발전연대 (출연 : 김재우, 강완서) (2015.10.04. ~ 2015.12.20.)
- 나몰라엔터 (출연 : 하준수, 김건, 고장환, 김경욱, 김태환) (2018.01.07. ~ 2018.01.14.)
- 나만 아니면 돼 (출연 : 미키광수, 이세영, 조현민) (2018.05.13. ~ 2018.05.13.)
- 남극일기 (출연 : 이재형, 한현민, 정진욱) (2013.07.20. ~ 2013.08.03.)
- 남성가족부 (출연 : 유상무, 장동민, 김여운, 김같이) (2013.03.23. ~ 2013.07.13.)
- 남자의 노래 (출연 : 이재형, 정진욱, 한현민, 문세윤) (2014.04.06. ~ 2014.05.18.)
- 남조선인민통계연구소 (출연 : 이용진, 양세찬) (2012.09.29. ~ 2013.04.27.)
- 남희, 성희, 미희 (출연 : 김기욱, 박휘순, 양세형, 윤성호) (2011.09.17. ~ 2011.09.24.)
- 내겐 너무 벅찬 그녀 (출연 : 김미려, 안영미, 정주리) (2011.10.08. ~ 2011.11.19.)
- 내 마음이 들리냐 (출연 : 황현희, 안영미, 최선영, 김완배) (2014.05.25. ~ 2014.09.14.)
- 내 사랑 은규 (출연 : 이종수, 한명진, 강구현) (2012.11.24. ~ 2013.01.05.)
- 내 사랑 진짜루 (출연 : 이국주, 김철민, 김진아, 정호철, 김해준) (2020.04.05. ~ 2020.06.21.)
- 내시의 품격 (출연 : 이재형, 한현민, 정진욱, 김진아) (2013.04.06. ~ 2013.05.25.)
- 내 속엔 내가 너무도 많아 (출연 : 이은형, 강재준) (2013.07.13. ~ 2013.08.17.)
- 내 생애 마지막 스타 (출연 : 양세형, 박나래, 장도연, 이세영) (2012.09.19. ~ 2012.10.13.)
- 내 친구 도연이 (출연 : 장도연, 허안나, 김철민, 이은지, 조영빈) (2017.10.01. ~ 2017.10.08.)
- 내 친구를 소개합니다 (출연 : 장도연, 허안나, 김철민, 이은지, 조영빈, 안영미) (2017.10.08. ~ 2017.12.17.)
- 니쭈의 ASMR (출연 : 이상준) (2019.04.21. ~ 2019.12.22.)
- 너튜브금 (출연 : 하준수, 안가연, 박경호, 김해준, 신규진, 나보람, 최우선, 설명근, 이은지, 이상준) (2020.10.11. ~ 2020.11.15.)
- 널 생각해 (출연 : 이진호, 이상준, 장도연, 이상구, 김병욱, 한윤서) (2017.10.01. ~ 2017.12.17.)
- 네 눈의 콩깍지 (출연 : 최선영, 김민호, 나보람, 김해준, 남희정) (2019.04.21. ~ 2019.05.05.)
- 네 이웃의 개그를 사랑하라 (출연 : 박준형, 오지헌, 정종철, 윤석주) (2011.09.17. ~ 2011.10.08.) (2011.11.05 ~ 2011.11.19.)
- 노는게 제일 좋아 (출연 : 김용명, 이용진, 이진호, 홍현희) (2019.01.06. ~ 2019.01.06.)
- 노량진랩소디 (출연 : 현병수, 조현민, 나상규, 예재형, 장도연) (2015.04.12. ~ 2015.07.19.)
- 녹화하다 왔습니다 (출연 : 남창희, 윤성호, 조세호, 최국) (2012.07.21. ~ 2012.08.18.)
- 누구냐 (출연 : 김형인, 윤택, 이수한, 조우용) (2011.09.17. ~ 2011.09.17.)

## ㄷ
- 닥터 전 (출연 : 전환규, 김완기, 서성금) (2012.07.14. ~ 2012.07.14.)
- 단골식당 (출연 : 예재형, 이용진) (2020.10.04. ~ 2020.10.11.)
- 따지남 밴드 (출연 : 김필수, 박충수, 윤진영, 조우용) (2012.05.26. ~ 2012.05.26.)
- 대범화재 다보장 생활보험 (출연 : 김대범, 김주철, 박상현, 허성욱) (2012.11.17. ~ 2013.01.05.)
- 대부 (출연 : 조세호, 남창희, 최국, 김주호) (2013.01.05. ~ 2013.08.17.)
- 대소토론 (출연 : 김현정, 이국주, 전환규) (2012.01.07. ~ 2012.01.21.)
- 대중문화지킴이 (출연 : 김재우, 변기수, 이강복, 정삼식) (2011.11.05. ~ 2011.11.19.)
- 대학토론 (출연 : 이용진, 이상준, 김철민) (2020.01.05. ~ 2020.01.12.)
- 대한민국 매뉴얼 (출연 : 김기욱, 예재형, 이상준) (2012.09.29. ~ 2012.10.20.)
- 더 폰 (출연 : 이은형, 강재준, 박광수, 한선찬) (2013.06.29. ~ 2013.07.06.)
- 더티댄싱 (출연 : 이국주, 김철민, 김기욱, 이은지, 이유청) (2015.04.05. ~ 2015.05.03.)
- 도깨비 동화 (출연 : 김여운, 김같이, 이명백, 박성현) (2013.04.27. ~ 2013.04.27.)
- 돈내 아저씨 (출연 : 강재준, 김철민, 윤기석) (2018.01.21. ~ 2018.01.21.)
- 동네놀이 전파단 (출연 : 김대범, 김주철, 박준형, 한명진) (2013.05.11. ~ 2013.08.17.)
- 동네 으른들 (출연 : 김두영, 이정수, 이진호, 박영재, 문세윤, 한현민) (2019.07.07. ~ 2019.12.22.)
- 똥군기 (출연 : 김용명, 김민기, 김여운, 김영희, 김명선) (2017.10.01. ~ 2017.10.15.)
- 돼지공화국 (출연 : 이국주, 신기루, 문세윤) (2013.05.11. ~ 2013.08.17.)
- 디디디 (출연 : 고장환, 김경욱, 김태환) (2012.07.07. ~ 2012.07.07.)

## ㄹ
- 라떼 is 홀스 (출연 : 문세윤, 장도연, 이은형, 허안나, 김여운, 이은지, 박민성, 나보람) (2020.07.05. ~ 2020.08.09.)
- 라임의 왕 (출연 : 이용진, 이진호, 양세찬) (2013.07.13. ~ 2013.12.22.)
- 러브미스터리Y (출연 : 유상무, 장동민) (2012.07.21. ~ 2012.08.18.) (2012.09.29. ~ 2012.11.10.)
- 레벨 업 (출연 : 박충수, 최성민, 양세찬, 오인택, 이용진, 이진호, 이세영(목소리) (2013.11.17. ~ 2014.01.19.)
- 로열 프랜즈 (출연 : 윤성호, 최국, 홍가람) (2011.12.24. ~ 2012.03.31.)
- 로마법 (출연 : 윤진영, 강완서, 남창희, 박민성, 이은지, 양배차) (2015.01.04. ~ 2015.02.15.)
- 로 to the 봇 (출연 : 김인석, 허안나, 조현민, 이은지, 김철민, 이상구) (2016.04.03. ~ 2016.06.12.)
- 리얼 개그 나는 개그맨이다 (출연 : 김기욱, 박휘순, 양세형, 윤성호) (2011.10.01. ~ 2011.10.01.)
- 랜선극장 초이스 (출연 : 최성민, 황제성, 문세윤, 양세찬) (2020.07.05. ~ 2020.09.20.)
- 리얼극장 선택 (출연 : 양배차, 양세찬, 문세윤, 설명근, 최성민, 황제성, 박나래)  (2017.01.01. ~ 2017.12.17.)
- 리얼극장 초이스 (출연 : 최성민, 황제성, 문세윤, 양세찬, 양배차, 최우선)  (2020.01.05. ~ 2020.06.21.)
- 리얼 연애 (출연 : 이국주, 문규박, 이세영, 김진아, 박나래) (2012.09.29. ~ 2013.01.05.)
- 리얼 TV (출연 : 문규박, 장도연, 박나래, 이국주) (2012.07.14. ~ 2012.08.18.)
- 리액션스쿨 (출연 : 김인석, 문세윤, 현병수, 정진욱, 윤미숙, 양기웅, 나상규) (2014.07.13. ~ 2015.02.15.)
- 링딩다리동동 (정호철, 최지용, 김용명, 이진호) (2017.04.07. ~ 2017.04.14.)
- 레귤러 '맞아맞아 탐험대' (2011.10.22. ~ 2011.10.22.)

## ㅁ
- 마더('꽃등심'팀) (출연 : 김현정, 이국주, 전환규) (2011.12.24. ~ 2011.12.31.)
- 마더('옹달'팀) (출연 : 유상무, 장동민) (2012.05.12. ~ 2012.06.09.)
- 마성의 나래BAR (출연 : 박나래, 이용진, 황제성, 김경욱) (2017.10.15. ~ 2018.03.25.)
- 마이너 리포트 (출연 : 윤성호, 최국, 조세호, 남창희, 김일희) (2012.11.03. ~ 2012.11.03.)
- 마이마더 (출연 : 강유미, 정현수, 허안나, 조현민, 양배차, 안가연) (2017.01.01. ~ 2017.01.22.)
- 마초맨 (출연 : 홍석천, 리마리오, 현병수, 나상규) (2013.01.19. ~ 2013.04.20.)
- 말도 안되는 개그 (출연 : 이세영, 정보현, 안가연) (2016.10.23. ~ 2016.11.13.)
- 맛스타 셰프 코리아 (출연 : 김대범, 김주철, 김주호, 허성욱) (2012.09.29. ~ 2012.09.29.)
- 맘마미아 (출연 : 신기루, 이국주, 전환규) (2012.01.28. ~ 2012.01.28.)
- 면회 (출연 : 김주호, 남창희, 조세호, 최국) (2013.09.29. ~ 2013.12.22.)
- 명사특강 (출연 : 김인석, 박휘순, 이재훈) (2012.11.03. ~ 2013.01.05.)
- 명탐정 (출연 : 양세형, 박나래, 한현민, 홍윤화, 최지용, 김완배, 김다온, 임건희) (2018.07.08. ~ 2018.07.08.)
- 모던 패밀리 (출연 : 유상무, 유세윤, 장동민) (2013.10.06. ~ 2013.10.20.)
- 몹쓸마니아 (출연 : 이정수, 설명근, 최지용, 양배차) (2018.02.25. ~ 2018.02.25.)
- 문식당 (출연 : 문세윤, 홍윤화, 예재형, 김철민, 장도연, 허안나, 오인택, 김민기, 임건희, 이은형) (2018.04.15. ~ 2018.06.23.)
- 문화야 놀자 (출연 : 이상준, 김여운, 이명백, 임종혁, 김영식) (2013.10.06. ~ 2013.10.13.)
- 미래구슬 (출연 : 김필수, 하연호, 조우용, 김진아) (2013.02.23. ~ 2013.03.16.)
- 미래에서 온 코빅 (출연 : 강유미, 안영미) (2012.05.12. ~ 2012.05.12.)
- 미미와 손범수 (출연 : 신기루, 이국주, 전환규) (2012.02.11. ~ 2012.02.11.)
- 메기스터디 (출연 : 이국주, 이상준, 조현민, 안가연) (2018.07.08 ~ 2018.09.23.)
- 머니게임 (출연 : 박영재, 나보람, 김두영, 남호연, 한윤서, 이정수, 김완배, 한현민, 박경호, 최선영) (2020.11.08. ~ 2020.12.20.)
- 면접 (출연 : 김다온, 최우선, 박민성, 정호철) (2018.07.15. ~ 2018.08.19.)
- 멸망 10분전 (출연 : 조우용, 정현수, 김필수, 안가연, 강완서, 박충수, 김명선) (2014.11.02. ~ 2014.11.30.)

## ㅂ
- 바디 피플(시즌 1) (출연 : 김형인, 윤택, 이수한, 조우용) (2011.10.15. ~ 2011.11.19.)
- 바디 피플(시즌 2) (출연 : 강완서, 김형인, 최성민, 윤택, 이수한, 조우용) (2011.12.24. ~ 2012.02.18.)
- 바람의 기술 (출연 : 이재형, 한현민, 정진욱, 김진아) (2013.03.23. ~ 2013.03.30.)
- 바보사랑 (출연 : 김명선, 안가연, 임종혁) (2014.01.26. ~ 2014.03.16.)
- 밥 잘 사주는 입 부은 누나 (출연 : 홍현희, 고장환, 김태환, 이은지, 하준수) (2018.04.15. ~ 2018.05.06.)
- 배드가이 (출연 : 최선영, 양기웅, 김해준, 남희정, 나보람) (2019.07.07. ~ 2019.07.28.)
- 배신세계 (출연 : 문세윤, 강재준, 한현민, 정진욱, 이재형) (2013.10.06. ~ 2013.10.06.)
- 백세미생 (출연 : 윤성호, 김인석, 예재형, 조현민, 김여운, 장동민) (2016.01.03. ~ 2016.02.14.)
- 버닝 (출연 : 허안나, 이은지, 나보람, 홍윤화) (2019.07.07. ~ 2019.07.21.)
- 베스트 프렌드 (출연 : 홍윤화, 김건, 최지용) (2017.07.30. ~ 2017.09.17.)
- 변통령 (출연 : 변기수, 이춘복, 문규박, 이명백) (2013.01.19. ~ 2013.04.27.)
- 병맛 대소동 (출연 : 정진욱, 한현민, 이재형) (2014.08.03. ~ 2014.10.05.)
- 병맛 웹툰 (출연 : 김경진, 김대범, 박준형, 최군) (2014.01.05. ~ 2014.01.05.)
- 보이삼? (출연 : 이재형, 한현민, 정진욱) (2012.11.03. ~ 2013.11.10.)
- 봉대봉대 (출연 : 김인석, 김재우, 박휘순, 이재훈, 홍경준) (2011.11.15. ~ 2011.11.15.)
- 봉변 프로덕숀 (출연 : 신봉선, 변기수, 윤형빈) (2015.03.29. ~ 2015.03.29.)
- 볼터치 극장 (출연 : 하연호, 엄승백, 윤택) (2012.06.09. ~ 2012.07.14.)
- 브로맨스 (출연 : 이상준, 장도연, 정보현, 양배차) (2017.01.01. ~ 2017.04.30.)
- 부들부들 (출연 : 남창희, 신기루, 이세영, 정주리, 하연호) (2014.02.16. ~ 2014.07.06.)
- 부러진 쓰리고 (출연 : 윤성호, 최국, 홍가람) (2012.02.25. ~ 2012.03.24.)
- 부모님이 누구니 (출연 : 김용명, 김기욱, 황제성, 홍윤화, 이은형) (2018.01.07. ~ 2018.12.23.)
- 부부 is 뭔들 (출연: 양세찬, 장도연, 양세형, 박나래) (2018.04.08. ~ 2018.09.23.)
- 부자유친 (출연 : 김인석, 박휘순, 이재훈) (2013.01.19. ~ 2013.04.27.)
- 분홍이 누나 (출연 : 조세호, 남창희) (2012.12.15. ~ 2012.12.29.)
- 불만 고발 (출연 : 이국주, 전환규) (2011.10.15. ~ 2011.11.19.)
- 불우한 명곡 (출연 : 추대엽, 조세호, 정진욱, 최서인) (2015.01.11. ~ 2015.04.05.)
- 불타는 그라운드 (출연 : 안영미, 김미려, 이용진, 김진아, 최선영) (2017.04.02. ~ 2017.06.18.)
- 블라인드 (출연 : 양세찬, 예재형, 오인택, 이정수, 김나희, 신규진, 안양교) (2017.10.01. ~ 2017.12.17.)
- 비겁한 형제 (출연 : 윤형빈, 김영민) (2014.08.03. ~ 2014.10.05.)
- 비스티 토이즈 (출연 : 김재우, 윤진영, 김필수, 강완서, 김진아, 이세영) (2012.09.29. ~ 2013.02.16.)
- 비열한 녀석들 (출연 : 김기욱, 예재형, 이상준) (2012.11.03. ~ 2012.12.01.)
- 비타코인 (출연 : 조현민, 김두영, 강재준, 김민기, 홍현희) (2018.01.28. ~ 2018.03.25.)
- 빈티매직 (출연 : 이광채) (2012.02.11. ~ 2012.03.31.)
- 빚쟁이 나라 (출연 : 김병욱, 문세윤, 김영희, 박민성, 김승희) (2018.01.07. ~ 2018.01.07.)
- 뽀스 베이비 (출연 : 김기욱, 황제성, 홍윤화, 하준수, 양배차, 문세윤) (2019.01.06. ~ 2019.06.23.)
- 뿌리깊은 무 (출연 : 박준형, 정종철, 오지헌, 윤석주) (2011.10.29. ~ 2011.10.29.)

## ㅅ
- 사망토론 (출연 : 예재형, 이상준, 김기욱) (2012.12.08. ~ 2015.09.20.)
- 사생팬 (출연 : 양세찬, 양세형, 이용진) (2012.05.12. ~ 2012.05.12.)
- 사이다펀치 (출연 : 박광수, 이상구, 이세영, 한윤서, 박나래)
- 산 넘어 산 (출연 : 황제성, 박나래, 김여운, 김지민, 한윤서) (2020.04.05. ~ 2020.06.21.)
- 산적은 산적이다 (출연 : 황제성, 최성민, 문세윤, 홍윤화, 양배차, 최우선) (2019.07.07. ~ 2019.12.22.)
- 상거지 (출연 : 정현수, 박충수, 이용진, 나상규, 김여운, 양기웅, 김명선, 이한별, 이은지) (2016.01.03. ~ 2016.03.20.)
- 상상극장 (출연 : 이재형, 정진욱, 한현민) (2012.01.21. ~ 2012.02.25.)
- <1회편집> (출연 : 이용진, 양세찬, 이진호) (2013.06.08. ~ 2013.06.08.)
- 생계형 건달 (출연 : 박광수, 정만호, 문규박) (2013.09.29. ~ 2014.07.20.)
- 생활고 (출연 : 나상규, 안일권, 정주리, 현병수) (2013.09.29. ~ 2013.09.29.)
- 석포빌라 B02호 (출연 : 김두영, 이진호, 양배차, 안가연, 최선영, 하준수, 고장환, 김승희, 양기웅) (2017.07.09. ~ 2018.03.25.)
- 석포4리 마을회관 (출연 : 이용진, 이진호, 김용명, 신규진, 임건희, 이수지) (2019.01.13. ~ 2019.06.23.)
- 선다방 (출연 : 이용진, 허안나, 한윤서, 이은지, 설명근, 홍현희, 예재형) (2018.07.08. ~ 2018.12.23.)
- 선데이 나이트 라이브 (출연 : 이용진, 김용명, 김철민, 김두영, 이정수, 예재형, 박영재, 한현민, 홍윤화, 문세윤, 정보현, 김완배, 최선영, 정호철) (2020.08.30. ~ 2020.09.06.)
- 선데이 아메리카 (출연 : 이용진, 김용명, 김철민, 김두영, 이정수, 예재형, 박영재, 한현민) (2020.07.05. ~ 2020.08.23.)
- 선수는 선수다 (출연 : 문세윤, 최성민, 황제성, 신규진, 김해준) (2019.01.06. ~ 2019.03.24.)
- 설문조사 (출연 : 김미려, 신고은, 홍가람) (2012.06.30. ~ 2012.06.30.)
- 세레뭐니? (출연 : 김철민, 임건희, 김해준, 양기웅, 나보람, 김민호, 신규진, 예재형, 박영재) (2019.04.07. ~ 2019.06.23.)
- 세 얼간이 (출연 : 이재형, 정진욱, 한현민) (2014.01.19. ~ 2014.01.26.)
- 세 여인들 (출연 : 안영미, 강유미, 김미려, 박충수) (2012.09.29. ~ 2013.08.17.)
- 솔로 탈출캠프 (출연 : 양세형, 박나래, 장도연) (2012.10.27. ~ 2013.04.27.)
- 쇼미더구라 (출연 : 조현민, 김완배, 허안나, 김영희, 김명선, 김인석, 김두영, 양기웅, 김다온) (2016.07.03. ~ 2016.07.24.)
- 쇼미더 트로트 (출연 : 이재형, 한현민, 정진욱, 추대엽, 이세영, 이은지, 양기웅) (2018.07.08. ~ 2018.07.15.)
- 쇼윈도 부부 (출연 : 정주리, 하연호, 신기루, 남창희, 이세영) (2014.02.02. ~ 2014.02.02.)
- 수상한 가정부 (출연 : 유상무, 안영미, 정주리, 이국주) (2013.12.22. ~ 2014.03.23.)
- 수상한 택시 (출연 : 김지민, 김용명, 이용진, 이정수, 장도연, 정호철, 예재형) (2019.07.07. ~ 2019.12.22.)
- 수상한 식당 (출연 : 이수지, 김용명, 홍윤화, 이정수, 한윤서, 김완배) (2020.01.05. ~ 2020.01.12.)
- 수지야 (출연 : 이수지, 한윤서, 김해준, 최우선, 예재형) (2019.10.06. ~ 2019.11.10.)
- 수카페 (출연 : 이용진, 이진호, 이정수, 양세찬, 남호연, 양배차, 이은지) (2020.04.05. ~ 2020.06.21.)
- 쉬운 개그 (출연 : 김재우, 변기수, 이강복, 정삼식) (2011.10.08. ~ 2011.10.29.)
- 슈퍼스타 김용명 (출연 : 김용명, 홍윤화, 이은형, 하준수, 이은지, 김지민, 신규진, 최지용, 한현민, 변승윤) (2020.01.26. ~ 2020.06.21.)
- 스마트한 친구들 (출연 : 유상무, 유세윤, 장동민) (2013.09.29. ~ 2013.09.29.)
- 슬픈 친구를 소개합니다 (출연 : 조우용, 한명진, 윤성한, 이춘복, 조상아) (2014.01.12. ~ 2014.01.19.)
- 시그날 (출연 : 박광수, 김영희, 이용진, 양세찬) (2016.04.03. ~ 2016.06.19.)
- 신기한 동물사전 (출연 : 이진호, 김두영, 최성민, 이상구, 정현수, 오인택, 문세윤, 양배차, 이용진, 설명근) (2017.01.01. ~ 2017.03.19.)
- 신과 함께 (출연 : 양세찬, 이진호, 김기욱, 오인택, 김철민, 이정수, 김여운, 최지용, 신규진, 안양교, 하준수, 김승희) (2018.01.07. ~ 2018.03.25.)
- 신디 (출연 : 고장환, 김경욱, 김태환) (2012.06.30. ~ 2012.06.30.)
- 신사란 이런것 (출연 : 오지헌, 김형인, 유상엽) (2012.10.06. ~ 2012.10.27.)
- 신의 옥탑 (출연 : 양배차, 최우선, 설명근, 김완배, 김두영, 김용명, 박소영, 이은지, 박경호, 한윤서, 이국주, 홍윤화, 이상준, 강재준, 이은형, 예재형, 최선영, 김해준) (2020.10.04. ~ 2020.12.20.)
- 신의 한수 (출연 : 장동민, 문세윤, 김기욱, 예재형, 박광수, 안가연, 손민수, 김여운) (2016.01.03. ~ 2016.03.20.)
- 신조어천가 (출연 : 김대범, 양기웅, 이홍근, 문세윤, 박준형, 최군) (2013.11.24. ~ 2013.12.22.)
- 신조어 탐구특강 (출연 : 김대범) (2013.11.03. ~ 2013.11.03.)
- 심야뉴스 (출연 : 이상구, 김다온, 박민성, 이은지, 남희정, 신규진) (2018.11.11. ~ 2018.12.02.)
- 심장이 뛴다 (출연 : 김주호, 문세윤, 하연호) (2013.10.20. ~ 2013.11.17.)
- 싸움의 기술 (출연 : 이재형, 정진욱, 한현민) (2012.03.03. ~ 2012.03.31.) (2012.05.12. ~ 2012.08.18.)
- 썸 & 쌈 (출연 : 유상무, 남창희, 박나래, 장도연, 이진호, 최서인, 한윤서, 김인석, 조세호, 이세영) (2014.01.05. ~ 2015.06.21.)
- 썸, 마이웨이 (출연 : 하준수, 김지민, 이상준, 신규진, 박소영, 한윤서, 김용명) (2020.07.05. ~ 2020.09.20.)
- 쏘우극장 (출연 : 이재형, 정진욱, 한현민) (2012.09.29. ~ 2012.10.27.)
- 쓰리고 40년 후 (출연 : 윤성호, 최국, 홍가람) (2012.03.31. ~ 2012.03.31.)

## ㅇ
- 아빠는 못말려 (출연 : 이진호, 남호연, 박영재, 정호철, 최지용, 문세윤, 이가은, 김용명) (2020.08.16. ~ 2020.12.20.)
- 아예아예 (출연 : 정만호, 윤성한, 야미, 주성중) (2013.05.11. ~ 2013.06.29.)
- 아이러브뺀드 (출연 : 김여운, 김인석, 윤성호, 정현수, 안영미, 박광수, 김주호) (2015.04.05. ~ 2015.09.20.)
- 아이다 (출연 : 하준수, 김용명, 안가연, 신규진, 임건희) (2019.07.07. ~ 2019.07.14.)
- 악당 어벤져스 (출연 : 강유미, 안영미, 홍가람) (2012.06.16. ~ 2012.06.16.)
- 악질형사 (출연 : 김용명, 김두영, 문세윤, 조현민, 한윤서, 김완배) (2019.05.19. ~ 2019.06.23.)
- 안녕하시죠? (출연 : 이상준, 박나래, 김기욱, 김완배, 최지용) (2019.07.14. ~ 2019.09.22.)
- 안나는 원더우먼 (출연 : 허안나, 김철민) (2020.01.05. ~ 2020.02.09.)
- 알바봇 (출연 : 이은형, 김여운, 김나희, 한윤서, 임건희, 조현민, 김태환) (2018.02.04. ~ 2018.03.25.)
- 앗! 귀신이다 (출연 : 유세윤, 유상무, 장동민) (2011.12.24. ~ 2012.02.04.)
- 양꾼기획 (출연 : 김민수, 유남석, 이종수) (2012.05.12. ~ 2012.08.18.)
- 양세바리 (출연 : 양세형, 박광수, 조상아) (2013.05.11. ~ 2013.06.01.)
- 양아치 (출연 : 양세찬, 양세형, 이용진) (2012.05.19. ~ 2012.08.18.)
- 애정촌 (출연 : 문규박, 오지헌, 정종철, 홍경준) (2011.12.31. ~ 2011.12.31.)
- 어서와 지구는 처음이지 (출연 : 이상준, 정보현, 임건희, 김일권, 최선영, 하준수) (2018.07.15. ~ 2018.08.05.)
- 어쩌다 서른 (출연 : 예재형, 오인택, 김완배, 양배차) (2016.10.02. ~ 2016.12.18.)
- 여고여걸 (출연 : 강유미, 안영미, 홍가람) (2012.05.19. ~ 2012.08.18.)
- 여인의 향 (출연 : 이국주, 전환규) (2011.09.17. ~ 2011.09.24.)
- 여자다! (출연 : 고장환, 김경욱, 김태환) (2012.06.23. ~ 2012.06.23.)
- 여자 사람 친구 (출연 : 장도연, 양배차, 양세찬, 최성민) (2015.07.05. ~ 2016.06.19.)
- 여자 사용 설명서 (출연 : 정주리, 하연호, 현병수, 나상규) (2013.05.11. ~ 2013.08.17.)
- 여자와의 전쟁 (출연 : 유상무, 장동민, 김여운, 김같이) (2013.03.16. ~ 2013.03.16.)
- 연기의 정석 (출연 : 강유미, 안영미, 홍가람, 신고은) (2012.07.21. ~ 2012.08.11.)
- 연기는 연기다 (출연 : 문세윤, 최성민, 황제성, 신규진, 김민호, 임건희) (2018.04.08. ~ 2018.12.23.)
- 영기 엄마 (출연 : 이용진, 이진호, 이정수, 김철민, 김두영, 오인택) (2018.04.08. ~ 2018.09.23.)
- 오글오글 (출연 : 이용진, 양세찬, 이진호) (2013.06.15. ~ 2013.07.06.)
- 오늘만 그렇게 하자 (출연 : 김형인, 변기수, 오지헌, 유상엽) (2012.06.03. ~ 2012.06.03.)
- 오동 나무엑터스 (출연 : 황제성, 정보현, 김용명, 신규진, 박민성, 최우선) (2019.04.07. ~ 2017.04.14.)
- 오인택 Live Show (출연 : 김기욱, 오인택, 양기웅) (2018.10.07. ~ 2019.02.10.)
- 오지라퍼 (출연 : 이국주, 이상준, 김다온, 김완배) (2015.10.04. ~ 2018.06.24.)
- 오춘기 (출연 : 황제성, 조현민, 김철민, 장도연, 이은지) (2014.11.30. ~ 2015.02.15.)
- 옴므파탈 (출연 : 강재준, 이세영, 이은형, 정주리, 현병수) (2013.11.10. ~ 2013.11.10.)
- 옹달샘 마술단 (출연 : 유상무, 유세윤, 장동민) (2013.10.27. ~ 2014.03.23.)
- 옹달샘 10년 후 (출연 : 유상무, 유세윤, 장동민) (2012.02.11. ~ 2012.02.11.)
- 옹달 신화 (출연 : 유상무, 장동민, 김여운, 김같이) (2012.11.17. ~ 2012.11.24.)
- 옹데이썰 (출연 : 유세윤, 유상무, 장동민) (2012.02.18. ~ 2012.03.03.)
- 완판쇼 (출연 : 김명선, 문세윤, 이국주) (2013.09.29. ~ 2013.09.29.)
- 왕자의 게임 (출연 : 강완서, 문세윤, 최성민, 오인택, 양배차, 양세형, 이진호, 이병호, 윤미숙, 김두영) (2016.01.03. ~ 2016.09.18.)
- 야만다[1] (출연 : 장도연, 허안나, 이은형, 김여운, 최선영, 나보람) (2020.01.05. ~ 2020.03.22.)
- 요모조모 뉴스 (출연 : 김형인, 변기수, 오지헌, 유상엽) (2012.06.09. ~ 2012.08.18.)
- 요상한 민박집 (출연 : 정현수, 장동민, 유상무, 박나래, 김두영, 한윤서) (2015.07.12. ~ 2015.09.20.)
- 용명 왈(曰) (출연 : 김용명, 김병욱, 한현민) (2014.08.03. ~ 2015.03.22.)
- 용진호의 개그 보충대 (출연 : 이용진, 이진호, 황제성, 문세윤, 이정수, 하준수) (2020.11.01. ~ 2020.12.20.)
- 우연한 일치 (출연 : 문규박, 오지헌, 정종철, 홍경준) (2012.01.14. ~ 2012.01.14.)
- 운수 좋은 날 (출연 : 안상태, 안일권, 이세영) (2013.05.11. ~ 2013.07.13.)
- 위험한 초대 (출연 : 박나래, 김지민, 이상준, 이용진, 한윤서, 설명근) (2020.01.05. ~ 2020.03.22.)
- 유행어 홈쇼핑 (출연 : 윤성호, 최국, 이세영) (2012.11.10. ~ 2012.11.17.)
- 육아 is 뭔들 (출연 : 양세찬, 장도연) (2019.10.06.~ 2019.12.22.)
- 엑스트라 (출연 : 문규박, 이세영, 이한별, 이상준, 정보현, 김철민, 이병호, 안가연, 이은지) (2016.01.10. ~ 2016.09.18.)
- 워킹맨 (출연 : 박규선, 김여운, 박민성, 최선영) (2020.01.05. ~ 2020.01.12.)
- 원달라 (출연 : 박준형, 정만호, 윤성한, 야미, 주성중) (2012.09.29. ~ 2013.04.27.)
- 원초적 본능 (출연 : 김기욱, 나상규, 조현민, 김철민, 최선영, 손민수, 안가연) (2015.10.04. ~ 2015.12.20.)
- 왜 이러는거야 (출연 : 박영재, 이상준, 이정수, 정호철) (2019.04.07. ~ 2019.05.05.)
- 으랏차차! 대한민국 (출연 :김두영, 양세형, 문세윤, 양세찬, 최성민, 오인택, 이진호, 김다온, 장도연, 이한별, 이상구, 이병호) (2017.04.02. ~ 2017.09.17.)
- 은밀하게 용명하게 (출연 : 하준수, 김용명, 안가연, 신규진) (2019.07.14. ~ 2019.09.22.)
- 응답하라 쌍팔년도 (출연 : 김인석, 박휘순, 이재훈) (2012.09.29. ~ 2012.10.27.)
- 이것이 레알이다 (출연 : 윤성호, 최국, 홍가람) (2011.12.24. ~ 2011.12.24.)
- 이게 무슨일이야 (출연 : 김병욱, 안양교, 이상준, 양배차, 김나희, 김명선, 한윤서, 김주환) (2017.05.07. ~ 2017.09.17.)
- 이런 면접 (출연 : 양세형, 김미려, 안영미, 정주리) (2011.12.24. ~ 2012.03.31.)
- 이름 대소동 (출연 : 한현민, 정진욱, 이재형, 한명진) (2013.10.13. ~ 2014.01.05.)
- 이별교주 (출연 : 정만호) (2014.10.19. ~ 2014.10.19.)
- 이별 여행사 (출연 : 이용진, 예재형, 박나래, 김철민, 허안나, 설명근, 김용명) (2018.01.07. ~ 2018.06.24.)
- 이별의 습작 (출연 : 예재형, 이수지, 한윤서) (2019.07.07. ~ 2019.09.22.)
- 이용진 VS 이상준[2][3] (출연 : 이용진, 이상준, 김철민, 이은지, 임건희, 박민성, 양배차, 최우선, 신규진) (2020.01.05. ~ 2020.06.21.)
- 이지와 뽈롤로 (출연 : 최성민, 황제성, 문세윤, 김지민, 김지현) (2020.10.04. ~ 2020.12.20.)
- 이 죽일놈의 사랑 (출연 : 김민호, 나보람, 신규진) (2018.12.02. ~ 2018.12.23.)
- 인턴봇 (출연 : 이은형, 김여운, 김나희, 한윤서, 양기웅, 최지용, 임건희) (2018.04.08. ~ 2018.04.15.)
- 일하러 왔습네다 (출연 : 남창희, 윤성호, 조세호, 최국) (2012.05.12. ~ 2012.07.14.)
- 있다카이 (출연 : 양세찬, 이정수, 예재형) (2018.10.07. ~ 2018.12.16.)

## ㅈ
- 자매들 (출연 : 윤미숙, 안가연, 이한별, 이은지, 하준수) (2016.10.02. ~ 2016.12.18.)
- 잠입수사 (출연 : 이상구, 박충수, 조현민, 최우선) (2017.10.01. ~ 2017.12.17.)
- 장의사 (출연 : 유상무, 장동민, 김여운, 김같이) (2013.07.27. ~ 2013.07.27.)
- 재앙의 원인 (출연 : 박준형, 오지헌, 정종철, 윤석주) (2011.10.15. ~ 2011.10.22.)
- 저승사자 (출연 : 이상준, 하준수, 김여운, 최선영, 안가연, 양기웅, 이은지) (2018.04.08 ~ 2018.06.24.)
- 전설의 동아리 (출연 : 김인석, 박휘순, 장도연, 박나래) (2013.05.11. ~ 2013.08.17.)
- 전설의 복학생 (출연 : 조현민, 김철민, 김나희, 설명근, 박민성, 양기웅, 김승희, 하준수, 김명선) (2017.01.01. ~ 2017.06.18.)
- 절대남자 (출연 : 유상무, 장동민) (2012.06.23. ~ 2012.06.23.)
- 정구 아저씨 (출연 : 윤성호, 최국, 홍가람) (2012.01.14. ~ 2012.01.14.)
- 졸탄극장 (출연 : 이재형, 정진욱, 한현민) (2011.09.17. ~ 2011.11.19.)
- 좋은 친구들 (출연 : 황제성, 김철민, 이세영) (2016.10.23. ~ 2016.11.13.)
- 졸탄극장 - 악마의 편집 (출연 : 이재형, 정진욱, 한현민) (2011.12.24. ~ 2012.01.07.)
- 죽어도 좋아 (출연 : 강유미, 김인석, 김재우, 박휘순, 이재훈) (2011.12.24. ~ 2012.03.31.)
- 죽지 않아 (출연 : 강완서, 김진아, 김재우, 김필수, 윤진영, 김명선, 안가연) (2013.06.01. ~ 2013.11.03.)
- 중고 & 나라 2 (출연 : 박나래, 김용명, 김철민, 정진욱, 오인택, 이세영) (2015.07.05. ~ 2016.01.10.)
- 중독 (출연 : 이상구, 허안나, 한윤서, 김여운, 나상규) (2017.04.02. ~ 2017.04.09.)
- 지구대 김순경 (출연 : 김용명, 김인석, 김여운, 김병욱, 김나희, 최서인) (2016.10.02. ~ 2017.03.19.)
- 찌라시 (출연 : 김용명, 윤성한, 조상아) (2014.04.06. ~ 2014.04.13.)
- 찐친이야 (출연 : 장도연, 허안나, 이은형, 김여운, 이은지, 나보람, 하준수, 신규진, 이정수, 양배차, 최우선) (2020.08.09. ~ 2020.09.20.)
- 직업의 정석 (출연 : 양세형, 유상무, 김일권, 이은지, 문규박) (2015.03.08. ~ 2016.03.27.)
- 직장살이 (출연 : 김기욱, 정현수, 안영미, 박충수, 허안나, 이상구, 최선영) (2017.04.02. ~ 2017.06.18.)
- 진저리축제 (출연 : 김용명, 남호연, 한현민, 이은형, 예재형, 이정수, 박영재) (2020.10.04. ~ 2020.10.11.)
- 진호를 위하여 (출연 : 최성민, 이진호, 김두영, 문세윤, 설명근) (2016.10.02. ~ 2016.12.18.)
- 진나이 토모노리 시력검사/좀비 게임/인형뽑기/CCTV/운전 시뮬레이터/프러포즈/현관CCTV/레시피어플/배팅센터/앵무새 (2011.10.01. ~ 2011.10.01.) (2011.10.15. ~ 2011.10.15.) (2012.01.21. ~ 2012.01.21.) (2012.02.04. ~ 2012.02.04.) (2012.02.18. ~ 2012.02.18.) (2012.03.03. ~ 2012.03.31.)
- 젠지로 '영상만담'/'화장실 내비게이션 로봇' (2011.10.29.  ~ 2011.10.29.) (2011.11.12. ~ 2011.11.12.)
- 진상 조련사

## ㅊ
- 천기누설 (출연 : 김기욱, 예재형, 이상준) (2012.10.27. ~ 2012.10.27.)
- 최민숙 (출연 : 안영미, 정진욱, 김미려) (2013.09.29. ~ 2013.12.08.)
- 친구 (출연 : 김기욱, 예재형, 이상준) (2012.05.12. ~ 2012.08.18.)
- 칠십구금 라디오 (출연 : 이국주, 신기루) (2013.01.19. ~ 2013.04.27.)
- 창업의 신 (출연 : 김대범, 안상태) (2014.10.19. ~ 2014.10.26.)
- 청춘을 위하여 (출연 : 박민성, 김완배, 김일권, 김명선) (2014.10.19. ~ 2014.10.26.)
- 초저가 항공 (출연 : 이상준, 문규박, 이세영, 이한별, 정보현, 정진욱, 김용명, 문규박, 박나래) (2015.10.04. ~ 2015.12.20.)
- 추가바람 (출연 : 이상준, 정보현, 김일권, 김완배, 김민호) (2018.07.15. ~ 2018.07.15.)
- 충청도의 힘 (출연 : 장동민, 양배차, 황제성, 김두영, 안가연, 윤미숙, 조현민) (2016.04.03. ~ 2016.04.10.)

## ㅋ
- 카페 투썸 팰리스 (출연 : 김기욱, 박휘순, 양세형, 윤성호) (2011.11.05. ~ 2011.11.05.)
- 캐스팅 (출연 : 이용진, 이진호, 양세찬, 박충수, 최성민, 오인택, 문세윤) (2014.01.26. ~ 2015.03.22.)
- 캐스팅 2020 (출연 : 이은형, 장도연, 허안나, 이은지, 최성민, 이상준) (2020.04.05. ~ 2020.06.21.)
- 컴funny (출연 : 양세형, 최성민, 문세윤, 홍윤화, 박민성, 이은지, 최지용, 신규진) (2017.10.01. ~ 2018.03.25.)
- 코리아 갓 바보 (출연 : 유세윤, 유상무, 장동민) (2012.03.10. ~ 2012.03.31.)
- 코빅법정 (출연 : 문세윤, 이용진, 양세찬, 홍동명, 남창희, 조세호) (2015.04.05. ~ 2015.07.26.)
- 코빅열차 (출연 : 이국주, 유상무, 조세호, 정주리, 이용진, 양세찬, 이은지, 하준수, 이상준, 장동민, 김명선, 양혜지) (2014.04.06. ~ 2014.12.21.)
- 코빅총회 (출연 : 최성민, 이진호, 이상준, 김철민, 신규진, 남호연, 정호철, 최우선, 이정수) (2020.07.05. ~ 2020.09.20.)
- 킬빌 (출연 : 양세형, 박나래, 장도연, 김기욱) (2012.10.20. ~ 2012.10.20.)
- 쿠마다 마사시 '깜짝 쇼타임' (2011.09.17. ~ 2011.09.17.) (2011.11.05. ~ 2011.11.05.)
- 크라임씬 (출연 : 이상구, 박충수, 이용진, 김영희, 정보현, 양기웅, 이병호, 신규진) (2017.07.02. ~ 2017.09.17.)
- 크레이지 (출연 : 이용진, 예재형, 박민성, 김일권, 양기웅) (2016.04.10. ~ 2016.09.18.)
- 킨니쿤 '근육마술쿠킹쇼' (2011.10.29. ~ 2011.10.29.)

## ㅌ
- 타짜 : 깡패PD 곽철용 (출연 : 이진호, 김두영, 박영재, 한현민, 예재형, 변승윤, 남호연, 이정수, 홍윤화) (2019.11.17. ~ 2020.03.22.)
- 토끼 사냥꾼 (출연 : 이용진, 남호연, 이은지, 박영재, 양배차) (2020.07.05. ~ 2020.09.20.)
- 톰과 제리 (출연 : 이국주, 신기루, 전환규) (2012.03.31. ~ 2012.03.31.)
- 트루 맛집 (출연 : 김재우, 변기수, 이강복, 정삼식) (2011.09.17. ~ 2011.10.01.)
- 투명인간 2 (출연 : 이용진, 양세찬, 김병욱, 양배차, 이은지, 최선영) (2015.10.04. ~ 2016.01.17.)
- 툭하면 로맨스 (출연 : 김철민, 조현민, 안가연, 이은지, 설명근) (2019.01.06. ~ 2019.01.20.)

## ㅍ
- 파더 (출연 : 유상무, 장동민) (2012.06.16. ~ 2012.06.16.)
- 퍼펙트 게임 (출연 : 김필수, 박충수, 윤진영, 조우용) (2011.12.24. ~ 2012.03.31.)
- 편안하게 생각해 (출연 : 김형인, 윤택, 이수한, 조우용) (2011.10.08. ~ 2011.10.08.)
- 풀밭 위의 점심식사 (출연 : 김미려, 신고은, 홍가람) (2012.05.12. ~ 2012.05.19.)
- 페이크 특공대 (출연 : 김완배, 신규진, 정보현, 박민성, 예재형, 박지현) (2020.04.05. ~ 2020.06.21.)

## ㅎ
- 하이 장틀러 (출연 : 장동민, 유상무, 김여운, 김같이) (2012.12.01. ~ 2013.03.09.)
- 학교전설 (출연 : 김명선, 안가연, 최주연, 윤진영, 강완서, 홍동명) (2014.05.25. ~ 2014.10.05.)
- 한밤의 무직쇼 (출연 : 남창희, 조세호, 최국, 현병수) (2013.12.22. ~ 2014.01.12.)
- 화가 난단 말이야 (출연 : 문세윤, 박영재, 박규선, 한현민, 김두영, 최지용) (2020.04.05. ~ 2020.05.10.)
- 확인 또 확인 (출연 : 정호철, 양배차, 설명근, 나보람) (2019.10.06. ~ 2019.11.10.)
- 황천길닷컴 (출연 : 강유미, 김인석, 김재우, 박휘순, 이재훈) (2012.03.03. ~ 2012.03.31.)
- 황철두 (출연 : 황제성, 허안나, 김철민, 이은지) (2019.08.04. ~ 2019.12.22.)
- 해결됐어요 (출연 : 김기욱, 박휘순, 양세형, 윤성호) (2011.10.08. ~ 2011.10.29.) (2011.11.12. ~ 2011.11.19.)
- 핼머니 (출연 : 황제성, 박나래, 김영희, 김완배, 김철민, 문세윤) (2016.07.03. ~ 2016.12.18.)
- 혼자서도 잘해요 (출연 : 이국주, 전환규) (2011.10.08. ~ 2011.10.08.)
- 홀릭쇼 (출연 : 김완기, 서성금, 전환규) (2012.05.12. ~ 2012.05.12.)
- 효자깽 (출연 : 남창희, 문세윤, 예재형, 오인택) (2013.12.22. ~ 2014.01.05.)
- 회장 김충남 (출연 : 조현민, 김두영, 김철민, 김민기, 박성민, 최지용, 김완배, 신규진) (2018.10.07. ~ 2018.12.02.)
- 흔남흔녀 (출연 : 문규박, 안가연, 이세영, 임종혁) (2013.08.03. ~ 2013.12.22.)
- 흔남들 (출연 : 김철민, 하준수, 김민기, 김완배, 최선영, 이세영, 이상준, 김민호, 정보현) (2018.08.19. ~ 2018.08.26.)
- 흔들려 (출연 : 문세윤, 홍윤화, 김민기, 최우선, 김두영, 이국주) (2019.01.06. ~ 2019.03.24)
- 희극지왕 (출연 : 정만호, 이상준, 문규박, 한명진, 정보현, 손민수, 이한별, 박충수, 하준수, 김명선) (2015.04.05. ~ 2015.09.20.)
- 희극배우 (출연 : 조현민, 김철민, 김나희) (2017.04.02. ~ 2017.04.02.)
- 희망뉴스 (출연 : 이국주, 전환규) (2011.10.01. ~ 2011.10.01.)
- 힙 to the 합 (출연 : 박광수, 이한별, 윤진영, 강완서, 김필수, 문세윤) (2014.09.21. ~ 2014.10.05.)
- 헤비멘탈 (출연 : 안영미, 이국주, 김진아, 윤미숙) (2020.07.05. ~ 2020.09.20.)
- 헤비멘탈2 (출연 : 이국주, 이상준, 김진아, 윤미숙) (2020.10.04. ~ 2020.12.20.)
- 해피엔드 (출연 : 김용명, 안영미, 김인석, 황제성, 김여운, 최선영) (2017.07.02. ~ 2017.09.17.)
- 행동학 개론 (출연 : 황현희, 문규박, 김완배) (2014.10.05. ~ 2014.12.21.)
- 행사의 여왕 (출연 : 박나래, 신기루, 김영희, 김철민) (2017.01.01. ~ 2017.01.01.)

## 영문, 숫자
- B.O.B 패밀리 (출연 : 박규선, 양세형, 문규박, 김용명, 강완서, 양배차) (2016.07.03. ~ 2016.12.18.)
- CG맨 (출연 : 김인석, 김용명, 김여운, 황제성, 양배차, 이국주) (2017.04.02. ~ 2017.06.18.)
- COW COW '당연한 체조'/'이런 사람 모르세요?' (2011.09.24. ~ 2011.09.24.) (2011.11.19. ~ 2011.11.19.)
- CSI (출연 : 김용명, 황제성, 김여운, 양배차, 김나희, 박민성, 김명선) (2016.07.03. ~ 2016.09.18.)
- JSA (출연 : 김기욱, 예재형, 이상준) (2011.12.24. ~ 2012.03.31.)
- J-POP STAR X-RAY (출연 : 김인석, 문석희, 이상준, 이재훈, 홍경준) (2011.09.17. ~ 2011.11.19.)
- Love is 뭔들 (출연 : 양세찬, 장도연, 이병호) (2016.07.03. ~ 2016.12.18.)
- ZZODA 왕 지노찡 (출연 : 이진호, 양배차, 김승희, 안가연, 하준수) (2017.06.25. ~ 2017.06.25.)
- 10년째 연애중 (출연 : 김여운, 김진아, 이국주) (2013.11.03. ~ 2015.03.22.)
- 13일의 일요일 (출연 : 최우선, 김해준, 양배차, 설명근, 이은지, 나보람) (2020.01.05. ~ 2020.03.15.)
- 187 (출연 : 양세형, 유상무, 장도연, 안가연, 양배차) (2015.01.04. ~ 2015.03.22.)
- 2016 하녀 (출연 : 이용진, 김나희, 김명선) (2016.07.31. ~ 2016.09.18.)
- 2018 궁예 (출연 : 김두영, 이진호, 이정수, 신규진, 박민성, 최지용, 문세윤, 양세찬, 이용진) (2018.04.08. ~ 2018.09.23.)
- 2019 알라딘 (출연 : 황제성, 최성민, 이상준, 김완배, 최지용) (2019.07.07. ~ 2019.07.07.)
- 2018 ~ 2019 장희빈 (출연 : 박나래, 이정수, 김두영, 이상준, 최성민, 이용진, 김완배, 조현민, 신규진, 박민성, 최지용, 정호철) (2018.10.07. ~ 2019.03.24.)
- 2019 쿵푸허술 (출연 : 박나래, 김두영, 이상준, 최성민, 박민성, 최지용, 이정수, 조현민, 김완배, 황제성, 정호철, 김해준, 김민호, 신규진) (2019.04.07. ~ 2019.06.23.)
- 306 개그 보충대 (출연 : 이용진, 이진호, 문세윤, 황제성, 김두영, 이정수) (2020.10.25. ~ 2020.10.25.)
- 50일 후 (출연 : 김여운, 김영희, 이상구, 한윤서) (2018.05.13. ~ 2018.06.03.)
- #관종 (출연 : 조현민, 장도연, 예재형, 양배차, 안양교) (2018.01.07. ~ 2018.01.07.)

## 2021년 ~ 2023년

### ㄱ
| 코너            | 출연진                                                 | 진행 기간                          | 비고 |
| --------------- | ------------------------------------------------------ | ---------------------------------- | ---- |
| 국가대표        | 이용진, 남호연, 정호철, 이정수, 나보람                 | 2021년 4월 4일 ~ 2021년 4월 25일   |      |
| 괜찮아 우정이야 | 김해준, 서태훈, 양배차, 최우선, 이정수                 | 2021년 10월 3일 ~ 2021년 12월 19일 |      |
| 개빡로맨스      | 강재준, 이은형, 이은지, 김용명, 정호철, 박소영, 최지용 | 2022년 1월 16일 ~ 2022년 3월 20일  |      |
| 금쫙가는 상담소 | 홍윤화, 김용명, 김민기, 양배차, 나보람                 | 2022년 1월 16일 ~ 2022년 6월 19일  |      |
| 결혼해두목      | 이국주, 정호철, 신규진                                 | 2022년 1월 16일 ~ 2022년 12월 18일 |      |

### ㄴ
| 코너            | 출연진                                                         | 진행 기간                          | 비고 |
| --------------- | -------------------------------------------------------------- | ---------------------------------- | ---- |
| 너퀴즈 보도블럭 | 이용진, 이진호, 김두영, 최지용, 한윤서, 김지현                 | 2021년 1월 3일 ~ 2021년 1월 17일   |      |
| 낭만인 거지     | 이용진, 정호철, 서태훈, 박소영, 최선영                         | 2021년 4월 4일 ~ 2021년 5월 23일   |      |
| 나는 소리꾼이다 | 양기웅, 남호연, 김성원, 김두영, 서유기                         | 2021년 9월 19일 ~ 2021년 12월 19일 |      |
| 나이스샷        | 김용명, 강재준, 이은형, 이세진, 신규진, 최지용, 연예림, 이혜지 | 2022년 7월 3일 ~ 2022년 9월 18일   |      |

### ㄷ
| 코너          | 출연진                                                 | 진행 기간                         | 비고 |
| ------------- | ------------------------------------------------------ | --------------------------------- | ---- |
| 다이나믹 두목 | 이상준, 이국주, 김진아, 최지용                         | 2021년 1월 3일 ~ 2021년 3월 21일  |      |
| 동네친구 썸쿵 | 김해준, 박수야, 김성원, 신규진, 이세진                 | 2021년 7월 4일 ~ 2021년 9월 19일  |      |
| 독썰의 오형제 | 김해준, 박영진, 정호철, 신규진, 양배차, 나보람, 최지용 | 2022년 7월 24일 ~ 2022년 7월 24일 |      |
| 두분사망토론  | 최성민, 이상준, 박영진                                 | 2021년 4월 4일 ~ 2022년 12월 18일 |      |

### ㄹ
| 코너        | 출연진                                         | 진행 기간                         | 비고 |
| ----------- | ---------------------------------------------- | --------------------------------- | ---- |
| 랜선인턴    | 이용진, 이진호, 김두영, 김철민, 서태훈         | 2021년 7월 4일 ~ 2021년 7월 4일   |      |
| 랜선 오디션 | 이용진, 이진호, 김두영, 김철민, 서태훈, 최우선 | 2021년 7월 11일 ~ 2021년 11월 7일 |      |

### ㅂ
| 코너            | 출연진                                                                                           | 진행 기간                         | 비고 |
| --------------- | ------------------------------------------------------------------------------------------------ | --------------------------------- | ---- |
| 버스기사 황덕섭 | 이진호, 이용진, 최성민, 한현민, 김지현, 정호철, 한윤서, 김두영, 최선영, 신규진, 나보람, 이은지   | 2021년 1월 24일 ~ 2021년 3월 21일 |      |
| 부담거래        | 문세윤, 이용진, 남호연, 이정수                                                                   | 2021년 5월 9일 ~ 2021년 6월 20일  |      |
| 분장 후 설렘    | 박나래, 김해준, 한윤서, 이상준, 최지용                                                           | 2022년 1월 23일 ~ 2022년 6월 19일 |      |
| 발명황 조수봉   | 최성민, 황제성, 문세윤, 김성원, 김승진                                                           | 2022년 7월 3일 ~ 2022년 9월 18일  |      |
| 불타는 코빅맨   | 서태훈, 강재준, 이은형, 남태령, 오지택, 신규진, 나보람, 양기웅, 이혜지, 김승진, 최지용, 미키광수 | 2023년 1월 1일 ~ 2023년 4월 29일  |      |

### ㅅ
| 코너                | 출연진                                                                                 | 진행 기간                          | 비고 |
| ------------------- | -------------------------------------------------------------------------------------- | ---------------------------------- | ---- |
| 쇼킹덤              | 최성민, 황제성, 문세윤, 한현민, 김두영, 남호연, 박영재, 하준수, 안가연, 이은형, 김지현 | 2021년 1월 3일 ~ 2021년 3월 21일   |      |
| 석포 호랑이 아저씨  | 이진호, 남호연, 김용명, 김두영, 정호철, 김지현, 오정율, 박경호                         | 2021년 4월 4일 ~ 2021년 6월 20일   |      |
| 슈퍼차 부부 in 조선 | 강재준, 이은형, 홍윤화, 김민기, 설명근, 이국주                                         | 2021년 7월 4일 ~ 2021년 9월 19일   |      |
| 셀룰나이트          | 홍윤화, 이국주, 문세윤, 김민기, 김진아, 박소영, 신규진, 최지용                         | 2021년 4월 4일 ~ 2021년 12월 19일  |      |
| 수틀린 우먼 파이터  | 강재준, 이은형, 김용명, 이은지, 김진아, 박소영, 최선영, 김지현, 나보람, 이지수, 신규진 | 2021년 10월 3일 ~ 2021년 12월 19일 |      |
| 사장님이 미쳤어요   | 이진호, 남호연, 김진아, 박소영, 이정수, 최선영, 최지용                                 | 2022년 1월 16일 ~ 2022년 3월 20일  |      |
| 사이코러스          | 김철민, 황제성, 양세찬                                                                 | 2020년 7월 26일 ~ 2022년 6월 19일  |      |
| 상암동 팡팡         | 이용진, 미키광수, 김두영, 남호연, 최선영, 나보람, 김철민                               | 2022년 7월 3일 ~ 2022년 9월 18일   |      |
| 승부조작            | 김두영, 김철민, 박경호, 남태령, 오지택, 서태훈                                         | 2022년 10월 2일 ~ 2022년 11월 13일 |      |
| 수사황 조수봉       | 최성민, 황제성, 문세윤, 양배차                                                         | 2022년 10월 2일 ~ 2022년 12월 18일 |      |

### ㅇ
| 코너            | 출연진                                                         | 진행 기간                          | 비고 |
| --------------- | -------------------------------------------------------------- | ---------------------------------- | ---- |
| 연애 면허시험장 | 이용진, 이상준, 박소영, 이정수, 양배차, 최우선, 이은지, 민찬기 | 2021년 1월 3일 ~ 2021년 3월 21일   |      |
| 악마적 참견시점 | 이상준, 민찬기, 이은지, 박소영, 김지현, 김진아                 | 2021년 7월 4일 ~ 2021년 9월 19일   |      |
| 오동나무엔터    | 서태훈, 김지현, 김성원, 신규진, 오정율, 최지용, 남호연         | 2021년 4월 18일 ~ 2021년 12월 19일 |      |
| 용명이는 좋겠다 | 홍윤화, 김용명, 김민기, 정호철, 양배차, 나보람                 | 2022년 1월 16일 ~ 2022년 1월 16일  |      |
| 오동 대학       | 서태훈, 김성원, 이세진, 신규진, 양기웅                         | 2022년 1월 16일 ~ 2022년 6월 19일  |      |
| 원천징수        | 김해준, 정호철, 나보람, 최지용                                 | 2022년 7월 3일 ~ 2022년 7월 17일   |      |

### ㅈ
| 코너           | 출연진                                                         | 진행 기간                         | 비고 |
| -------------- | -------------------------------------------------------------- | --------------------------------- | ---- |
| 제작발표회     | 강재준, 이은형, 이세진, 최선영, 남호연, 나보람                 | 2022년 5월 1일 ~ 2022년 6월 19일  |      |
| 종이로 접은 집 | 강재준, 이은형, 서태훈, 김성원, 양배차, 신규진, 김두영, 이지수 | 2022년 7월 3일 ~ 2022년 7월 3일   |      |
| 주마등         | 홍윤화, 김민기, 문세윤, 박소영, 김진아, 양배차                 | 2022년 7월 3일 ~ 2022년 12월 18일 |      |

### ㅊ
| 코너       | 출연진                                 | 진행 기간                         | 비고 |
| ---------- | -------------------------------------- | --------------------------------- | ---- |
| 취향저격수 | 김두영, 김철민, 서태훈, 이은지, 이정수 | 2022년 1월 16일 ~ 2023년 3월 19일 |      |

### ㅋ
| 코너      | 출연진                                                                         | 진행 기간                        | 비고 |
| --------- | ------------------------------------------------------------------------------ | -------------------------------- | ---- |
| 컴백홈    | 홍윤화, 김해준, 김용명, 정호철, 최선영                                         | 2021년 1월 3일 ~ 2021년 3월 21일 |      |
| 코빅엔터  | 최성민, 황제성, 문세윤, 정호철, 양배차, 이용진, 신규진, 이세진, 남호연, 이지수 | 2021년 4월 4일 ~ 2022년 3월 20일 |      |
| 코빅 뉴스 | 최성민, 황제성, 문세윤, 이용진, 이진호, 홍윤화                                 | 2022년 4월 3일 ~ 2022년 6월 19일 |      |

### ㅍ
| 코너              | 출연진                                                                 | 진행 기간                        | 비고 |
| ----------------- | ---------------------------------------------------------------------- | -------------------------------- | ---- |
| 팬티 하우스       | 김용명, 김지민, 신규진, 한윤서, 김철민, 안가연, 김지현, 나보람, 박경호 | 2021년 1월 3일 ~ 2021년 1월 3일  |      |
| 포토그래퍼 삘충만 | 김해준, 이은지, 최우선, 김지현, 안가연, 나보람                         | 2021년 4월 4일 ~ 2021년 6월 20일 |      |
| 풀면 뭐하니       | 서태훈, 박소영, 김성원, 정호철, 이세진                                 | 2022년 4월 3일 ~ 2022년 5월 22일 |      |

### ㅎ
| 코너            | 출연진                                                         | 진행 기간                           | 비고 |
| --------------- | -------------------------------------------------------------- | ----------------------------------- | ---- |
| 해바라기 용태식 | 김용명, 정호철, 남호연, 최선영, 이정수, 최지용                 | 2021년 7월 4일 ~ 2021년 9월 19일    |      |
| 현장 오디션     | 이용진, 이진호, 김두영, 김철민, 서태훈, 최우선                 | 2021년 11월 14일 ~ 2021년 12월 19일 |      |
| 홍당무 마켓     | 강재준, 이은형, 이정수, 최선영, 남호연, 박영진                 | 2022년 4월 3일 ~ 2022년 4월 24일    |      |
| 환승연애        | 강재준, 이은형, 김해준, 이은지, 이혜지, 서태훈, 최지용, 한윤서 | 2022년 7월 31일 ~ 2022년 12월 18일  |      |

### 숫자
| 코너                    | 출연진                                                 | 진행 기간                         | 비고 |
| ----------------------- | ------------------------------------------------------ | --------------------------------- | ---- |
| 1%                      | 양세찬, 장도연, 최성민, 민찬기, 양배차, 신규진         | 2020년 10월 4일 ~ 2021년 3월 21일 |      |
| 2021 슈퍼차 부부        | 강재준, 이은형, 홍윤화, 김민기, 설명근, 이은지         | 2021년 1월 3일 ~ 2021년 3월 21일  |      |
| 2021 슈퍼차 부부 비긴즈 | 강재준, 이은형, 홍윤화, 김민기, 설명근, 이은지, 민찬기 | 2021년 4월 4일 ~ 2021년 6월 20일  |      |